# Megabazos (almirall)
Megabazos (Μεγβάζος) o Megabizos  (Megabyzos, Μεγάβυζος) fill de Megabates, fou un dels comandants de la flota de Xerxes I de Pèrsia. Diodor de Sicília l'esmenta com a Megabafes. Fou probablement el Megabazos que, en temps de la revolta d'Inaros a Egipte, i l'expedició atenenca a aquest país, fou enviat per Artaxerxes I de Pèrsia al Peloponès per subornar als espartans per envair Àtica, missió en la que va fallar.